# Homero Serís
Homero Serís (* 12. Januar 1879 in Granada; † 26. Januar 1969 in New York) war ein spanischer Philologe.
Serís studierte Philosophie und Literatur in Spanien. Er war mit der Institución Libre de Enseñanza verbunden und lehrte in Europa und den Vereinigten Staaten. Bis 1953 war er Professor für Philologie an der Syracuse University, wo er das Hispanistische Institut gründete und leitete. Er war zudem Vizepräsident der Hispanic Society of America.
In seinen Schriften beschäftigt sich Serís besonders mit Miguel de Cervantes. Nach ihm ist das Centro Hispanoamericano de Investigación en História y Genealogía ‚Homero Serís‘ benannt.